# Heinrich Wilhelm von Horn
Pour les articles homonymes, voir Horn.
Heinrich Wilhelm von Horn (né le 31 octobre 1762 à Warmbrunn et mort le 31 octobre 1829 à Münster) est un lieutenant général prussien.

## Biographie

### Origine
Heinrich Wilhelm est le fils de Johann Christian von Horn (1722-1797) et de son épouse Maria Rosine, née Becker (1724-1794).

### Carrière militaire
Horn étudie à la maison des cadets de Berlin à partir du 17 novembre 1774 et est commissionné comme caporal privé dans le régiment d'infanterie "von Luck (de)" (53e régiment de fusiliers) de l'armée prussienne le 25 mars 1778. Avec ce régiment, il participe à la guerre de Succession de Bavière et devient sous-lieutenant le 10 août 1782. À partir du 12 mai 1790, Horn est l'adjudant du général François-André de Favrat (de). Lors de la campagne de Pologne en 1794/95, il prend part à la bataille de Rawka et au siège de Varsovie et reçoit l'Ordre Pour le Mérite pour ses services le 6 juin 1794.
Horn dirige une brigade du corps auxiliaire prussien sous le général Yorck von Wartenburg en tant que lieutenant-colonel dans la campagne de Russie en 1812 et aussi une brigade dans les guerres napoléoniennes en 1813 en tant que colonel près de Möckern, Königswartha/Weißig et Bautzen. Sa bravoure impitoyable et en même temps sa grossièreté exceptionnelle ont fait du « vieux monsieur » l'un des généraux les plus populaires des guerres napoléoniennes. Pour la bataille de Leipzig, Horn reçoit le 8 décembre 1813 les feuilles de chêne pour l'ordre Pour le Mérite.
Le 3 octobre 1815, Horn devient le commandant de Magdebourg, et le 23 novembre 1815, il devient également inspecteur de la Landwehr dans son district. Dans ces fonctions, il est promu lieutenant général le 30 mars 1817. En 1820, Frédéric-Guillaume III le nomme général commandant du 7e corps d'armée. À Magdebourg, il devient membre de la loge maçonnique Ferdinand zur Glückseligkeit en 1814.
En 1828, Horn, qui a déjà introduit la vaccination obligatoire pour les recrues en 1827, attire l'attention du roi de Prusse Frédéric-Guillaume III sur le fait que les districts industriels ne sont plus en mesure de recruter suffisamment de recrues en raison de la déficience physique des jeunes hommes causées par le travail des enfants, et dénonce le fait que les enfants sont "utilisés par les entrepreneurs industriels pour travailler même la nuit ". En conséquence, le « règlement prussien (de) » de 1839 interdit le travail aux enfants de moins de neuf ans, pour les adolescents, il est limité à dix heures par jour et totalement interdit la nuit.

### Famille
Le premier mariage de Horn est en 1790 avec Wilhelmine von Holwede (morte en 1792), fille du lieutenant-général Friedrich Christian Karl von Holwede (de). Le couple a une fille Wilhelimine Karoline Auguste (1792-1816). Lors de son deuxième mariage, il se marie le 13 mars 1796 avec Régine Marie Elisabeth Wilhelmine von Raabe (1768-1800). De ce mariage est né le futur lieutenant général Rudolf (de) (1798-1863). En troisième mariage, il épouse enfin le 13 septembre 1802 à Dantzig Henriette Konstantia Sidonie von Blankenstein (1781-1846). De ce mariage sont nées Adolfine Henriette Amape Ludowika (née en 1803) - épouse du général Eduard von Schlegel (de) - et Albertine Henriette Joséphine Marianne (1808-1818).

## Honneurs
- Légion d'honneur le 4 septembre 1812
- Ordre de l'Aigle rouge de 2e classe avec des feuilles de chêne le 16 janvier 1818
- Chevalier de l'ordre de l'Aigle noir le 14 mars 1828
- Dénomination d'un fort de la forteresse de Dantzig (de) avec son nom le 21 septembre 1860
- Hornstraße (de) dans le "Train des généraux (de)" à Berlin-Kreuzberg (nommée le 24 août 1873); auparavant une section de Yorckstraße, nommée d'après son supérieur et camarade d'armes.
- Hornstraße à Münster; Route de liaison entre Hammer Straße et Geiststraße.
- Hornstraße à Cologne
- Le Régiment d'infanterie « von Horn »  nommé le 27 janvier 1889
- Caserne Horn (de) à Trèves